# Echipa națională de fotbal a Sudanului de Sud
Echipa națională de fotbal a Sudanului de Sud este selecționata națională masculină de fotbal a Sudanului de Sud, care reprezintă țara pe plan internațional. Ea este controlată de Asociația de Fotbal din Sudanul de Sud.

## Istoric
Echipa națională de fotbal a Sudanului de Sud a fost recunoscută oficial de CAF și FIFA pe durata anului 2012. Prin urmare, toate meciurile internaționale amicale jucate de atunci sunt recunoscute oficial. Sudanul de Sud a jucat primul său meci internațional oficial contra Ugandei pe 10 iulie 2012.

## La Campionatul Mondial
- 1930-2010 – Nu a intrat, a fost parte a Sudanului.
- 2014 – Nu a intrat, nu e membru al FIFA.

## La Campionatul African
- 1957-2010 – Nu a intrat, a fost parte a Sudanului.
- 2012-2013 – Nu a intrat, nu e membru complet al CAF.

## 2011
| 10 July 2011Meci amical | Sudanul de Sud | 1 – 3  | Tusker F.C.                  | Juba, Sudanul de Sud  |  |
|                         | Joseph 10'     | Report | Midenyo ?' unknown ?' (o.g.) | Stadion: Juba Stadium |  |

| 3 august 2011Meci amical | Sudanul de Sud | 1 – 1  | SC Villa   | Juba, Sudanul de Sud  |  |
|                          | Malyang 16'    | Raport | unknown ?' | Stadion: Juba Stadium |  |

## 2012
| 10 July 2012Meci amical | Sudanul de Sud                       | 2 – 2  | Uganda               | Juba, Sudanul de Sud                                  |  |
|                         | Richard Justin 13' (pen.) Joseph 42' | Report | Okhuti 7' Ogwang 33' | Stadion: Juba Stadium Arbitru: Thomas Onyango (Kenya) |  |

| 24 November 20122012 CECAFA Cup | Etiopia                | 1 – 0  | Sudanul de Sud | Kampala, Uganda                                              |  |
| 15:00 UTC+3                     | Adane 31' Yonathan 60' | Raport |                | Stadion: Namboole Stadium Arbitru: Louis Hakizimana (Rwanda) |  |

| 27 November 20122012 CECAFA Cup | Sudanul de Sud | 0 – 2  | Kenya                  | Kampala, Uganda                                             |  |
| 15:00 UTC+3                     | Atiti 23'      | Raport | Ochieng 13' Miheso 66' | Stadion: Namboole Stadium Arbitru: Israel Mujuni (Tanzania) |  |

| 30 November 20122012 CECAFA Cup | Sudanul de Sud | 0 – 4  | Uganda                                             | Kampala, Uganda                                              |  |
| 18:00 UTC+3                     | Meskien 68'    | Raport | Umony 24', 40' Ssentongo 47' Kalungi 49' Kiiza 79' | Stadion: Namboole Stadium Arbitru: Louis Hakizimana (Rwanda) |  |

## 2013
| 27 November 20132013 CECAFA Cup | Zanzibar            | 2–1    | Sudanul de Sud | Nairobi, Kenya                  |  |
| 14:00                           | Kassim 5' Saleh 69' | Report | Lako 75'       | Stadion: Nyayo National Stadium |  |

| 30 November 20132013 CECAFA Cup | Sudanul de Sud      | 1–3    | Kenya                                        | Nairobi, Kenya                                                   |  |
| 16:00                           | Eresto 15' Lado 28' | Report | Atudo 17' (pen.) Keli 29' Omar 72' Owino 77' | Stadion: Nyayo National Stadium Arbitru: Waziri Sheha (Zanzibar) |  |

| 3 December 20132013 CECAFA Cup | Sudanul de Sud | 0–2    | Etiopia               | Machakos, Kenya                                              |  |
| 14:00                          |                | Report | Saleh 54' Kalbore 83' | Stadion: Kenyatta Stadium Arbitru: Louis Hakizimana (Rwanda) |  |

## 2014
| 5 martie 2014 Meci amical | Sudanul de Sud | 0–3    | Botswana                   | Gaborone, Botswana                 |  |
|                           |                | Report | Mogorosi 35', 43' Nato 72' | Stadion: Botswana National Stadium |  |

| 18 May 20142015 Africa Cup of Nations qualificiation | Mozambic                                       | 5–0    | Sudanul de Sud | Maputo, Mozambic                                          |  |
| 15:00 UTC+2                                          | Josemar 13' Mexer 42' Sonito 47', 54' Isac 84' | Report |                | Stadion: Estádio do Zimpeto Arbitru: Denis Batte (Uganda) |  |

| 30 May 20142015 Africa Cup of Nations qualificiation | Sudanul de Sud | 0–0    | Mozambic | Khartoum, Sudan                                                 |  |
| 17:00 UTC+3                                          |                | Report |          | Stadion: Khartoum Stadium Arbitru: Thierry Nkurunziza (Burundi) |  |

| 18 May 20142015 Africa Cup of Nations qual. | Mozambic                                         | 5–0    | Sudanul de Sud |                                                                 |  |
| 16:00                                       | Josemar 13' Mexer 40' Sonito 45+2', 54' Isac 84' | Report |                | Stadion: Estádio do Zimpeto, Maputo Arbitru: Denis Batte, (UGA) |  |

## Lotul actual
| Nr. | Poz. | Jucător             | Data nașterii (vârsta)         | Selecții | Goluri | Club              |
| --- | ---- | ------------------- | ------------------------------ | -------- | ------ | ----------------- |
|     | P    | Kennedy Saturlino   |                                | 1        | 0      | Al-Malakia        |
|     | P    | David Alfred        |                                | 1        | 0      | Liber de contract |
|     | F    | Maker Albino        | 16 martie 1987 (38 de ani)     | 1        | 0      | Atlabara          |
|     | F    | David Jada          |                                | 1        | 0      | Al-Malakia        |
|     | F    | Abdelkarim Mutwakil |                                | 1        | 0      | Liber de contract |
|     | F    | Zachariah Atinasio  |                                | 3        | 0      | Liber de contract |
|     | M    | Thomas Jacob        |                                | 5        | 0      | Al-Malakia        |
|     | M    | Fabiano Lako        |                                | 3        | 1      | El Nasir          |
|     | M    | A. Akure            |                                | 1        | 0      | Liber de contract |
|     | M    | J. Rostu            |                                | 1        | 0      | Liber de contract |
|     | M    | Akech Aluck         |                                | 2        | 0      | Liber de contract |
|     | A    | David Atak          | 11 septembrie 1983 (41 de ani) | 1        | 0      | Al-Nsoor          |
|     | A    | James Moga          | 14 iunie 1983 (41 de ani)      | 8        | 1      | East Bengal       |
|     | A    | Dominic Aboi        |                                | 3        | 0      | Liber de contract |

### Convocări recente
|  | P | Jumma Ginaro                  | 28 februarie 1982 (43 de ani)  | 7 | 0 | Al-Hilal Omdurman   |  |  |
|  | P | Hassan Rafail                 |                                | 0 | 0 | Liber de contract   |  |  |
|  | P | Roy Gulwak                    | 5 iulie 1985 (39 de ani)       | 0 | 0 | Dedebit             |  |  |
|  | P | Yahiya Abassi                 | 10 iulie 1987 (37 de ani)      | ? | 0 | Al Hilal Juba       |  |  |
|  | P | Elias James Makoleka          | 19 ianuarie 1978 (47 de ani)   | ? | 0 | Aweil Meriekh       |  |  |
|  |   |                               |                                |   |   |                     |  |  |
|  | F | Jimmy Eresto                  | 25 ianuarie 1989 (36 de ani)   | 2 | 0 | Al-Malakia          |  |  |
|  | F | Athir Thomas                  | 7 februarie 1987 (38 de ani)   | 4 | 0 | Al-Hilal Omdurman   |  |  |
|  | F | Jimmy Abdella                 |                                | 0 | 0 | Liber de contract   |  |  |
|  | F | Edomon Amadeo                 |                                | 3 | 0 | Liber de contract   |  |  |
|  | F | Philip Delfino                |                                | 3 | 0 | Liber de contract   |  |  |
|  | F | Lubari Zariba                 |                                | 1 | 0 | Liber de contract   |  |  |
|  | F | Martin Suleiman               |                                | 2 | 0 | Liber de contract   |  |  |
|  | F | Miskeen Emmanuel              |                                | 3 | 0 | Liber de contract   |  |  |
|  | F | Hassein Ismail                |                                | 1 | 0 | Liber de contract   |  |  |
|  | F | Duach Jock                    | 20 decembrie 1986 (38 de ani)  | 1 | 0 | Orange County Blues |  |  |
|  | F | Villion Silvestre             |                                | 2 | 0 | Liber de contract   |  |  |
|  | F | Jackson Mubaraka              |                                | 0 | 0 | Liber de contract   |  |  |
|  | F | Richard Zuberi                | 22 aprilie 1984 (40 de ani)    | ? | 0 | Atlabara            |  |  |
|  | F | Mohamed Zachariah             | 22 octombrie 1989 (35 de ani)  | ? | 0 | Atlabara            |  |  |
|  |   |                               |                                |   |   |                     |  |  |
|  | M | Achuil Akwayi                 | 11 aprilie 1984 (40 de ani)    | 1 | 0 | Al-Nsoor            |  |  |
|  | M | Godfrey Peter                 |                                | 1 | 0 | Liber de contract   |  |  |
|  | M | Wol Bol Yor                   |                                | 1 | 0 | Liber de contract   |  |  |
|  | M | Richard Justin Lado (captain) | 5 octombrie 1979 (45 de ani)   | 7 | 2 | Al-Malakia          |  |  |
|  | M | William Offiri                |                                | 3 | 0 | Rainbow             |  |  |
|  | M | Mong Deng Atit                |                                | 2 | 0 | Liber de contract   |  |  |
|  | M | Emmanuel Manase               |                                | 2 | 0 | Liber de contract   |  |  |
|  | M | Kuzgbour Dak                  |                                | 2 | 0 | Liber de contract   |  |  |
|  | M | Adnan Nan                     | 20 noiembrie 1979 (45 de ani)  | 2 | 0 | El Nasir            |  |  |
|  | M | Simon Amana                   |                                | 0 | 0 | Liber de contract   |  |  |
|  | M | Khamis Martin                 | 5 octombrie 1986 (38 de ani)   | 1 | 0 | Al-Mourada          |  |  |
|  | M | Malek Angeth Atak             | 1 mai 1994 (30 de ani)         | 0 | 0 | Al-Nsoor            |  |  |
|  | M | Johnson Deng                  |                                | 2 | 0 | Liber de contract   |  |  |
|  | M | Francis Lado John             | 25 septembrie 1990 (34 de ani) | ? | 0 | Atlabara            |  |  |
|  | M | Emmannuel Bibo                | 25 ianuarie 1992 (33 de ani)   | ? | 0 | Atlabara            |  |  |
|  |   |                               |                                |   |   |                     |  |  |
|  | A | Khamis Leyano                 | 1 ianuarie 1987 (38 de ani)    | 4 | 0 | Atlabara            |  |  |
|  | A | Clement Badru                 |                                | 1 | 0 | Liber de contract   |  |  |
|  | A | Ladule Lako LoSarah           | 26 martie 1987 (37 de ani)     | 1 | 0 | Rayong United       |  |  |
|  | A | Pascal Samuel Baraka          | 11 noiembrie 1987 (37 de ani)  | ? | 0 | El Nasir            |  |  |
|  | A | Andrian Malyang               | Unknown                        | 1 | 1 | Al Hilal Juba       |  |  |
|  | A | Jacob Osulu                   | Unknown                        | 0 | 0 | El Nasir            |  |  |
|  | A | Abumalik Taban                | Unknown                        | 0 | 0 | El Nasir            |  |  |

## Antrenori
- Malesh Soro[5] (2011–12)
- Zoran Đorđević (2012–13)
- Ismail Balanga (2013–14)
- Salyi Lolaku Samuel (2014)
- Elya Wako (2014–)